# Microphta
Microphta là một chi bướm đêm thuộc họ Noctuidae.